# Stjepan Mesić
Stjepan Mesić, conocido popularmente como Stipe Mesić (Orahovica, Croacia, 24 de diciembre de 1934), es un político croata que fue Presidente de Croacia desde el 18 de febrero de 2000, reelegido el 16 de enero del 2005 para un segundo mandato de cinco años, que concluyó el 18 de febrero de 2010.
Habiendo sido en 1991 el último representante croata en la presidencia colectiva de la República Socialista Federativa de Yugoslavia, fue también formalmente el último presidente de la Yugoslavia formada por seis repúblicas (Bosnia-Herzegovina, Croacia, Macedonia, Montenegro, Serbia y Eslovenia).

## Biografía
Realizó sus estudios en la Facultad de Derecho de Zagreb y entró en el mundo de la política a finales de los años sesenta, siendo apresado durante un año (1971-1972) por el gobierno comunista por su vinculación a la "primavera croata", que luchaba por el reconocimiento de la especificidad cultural y lingüística croata en el seno de la antigua Yugoslavia.
Durante la disolución de Yugoslavia, que dio lugar a las guerras yugoslavas, fue un nacionalista croata que defendía la independencia de Croacia respecto a Yugoslavia, sin embargo negaba que los serbios que habitaban en algunas regiones croatas (Eslavonia y Krajina) pudieran independizarse de Croacia y unirse a Serbia. Eso chocó con el nacionalismo serbio de Slobodan Milošević, quien defendía que la autodeterminación no solo era un derecho de las repúblicas que formaban Yugoslavia, sino también de los grupos étnicos que las habitaban. La tensión acabó provocando la Guerra Croata de Independencia (1992-1995).
En Krajina los serbocroatas celebraron un referéndum en 1990 que fue declarado ilegal por Zagreb. En 1991 se celebró un referéndum -que no fue reconocido por Croacia- con la pregunta: "¿Está a favor de que la SAO Krajina se anexione a la República de Serbia y permanezca en Yugoslavia con Serbia, Montenegro y otros que desean preservar Yugoslavia?". De acuerdo con la comisión encargada del referéndum los votos a favor fueron el 99.80% de los votantes. En 1993 Croacia volvió a prohibirles un referéndum, esta vez para unirse a los serbobosnios. En aquella época Mesić fue presidente del Parlamento croata (1992-1994), uno de los cargos constitucionales más importantes de Croacia. Respecto al deseo de realizar un referéndum por los serbocroatas declaró que "desde un punto de vista legal, la decisión de los serbios de Krajina no tiene ningún valor" y pidió "una política más agresiva". Finalmente en agosto de 1995 las fuerzas croatas llevaron a cabo la Operación Tormenta, anexionando la Krajina y provocando la expulsión de unos 250 000 serbios que habitaban en Croacia. Se estima que en todo el conflicto murieron alrededor de 25 000 personas de forma violenta.
Tras la instauración del pluripartidismo, participó en la creación de la Unión Democrática Croata (HDZ) junto con Franjo Tuđman. Presidió en 1992 la cámara baja del parlamento, llamada Sabor en croata, pero discrepó del presidente Tuđman, cuya política no aprobaba, especialmente en la Guerra croata-bosnia. En 1994, con Josip Manolić creó un nuevo partido, el Demócratas Independientes Croatas (HND), antes de unirse con el Partido Popular Croata (HDS).
A la muerte del primer presidente de la Croacia independiente le sucedió a la cabeza del Estado tras ganar las elecciones presidenciales del año 2000; sus dos mandatos (años 2000 a 2010) destacan por su independencia respecto a los partidos y una posición activa a favor del acercamiento a las instituciones de la Unión Europea. Sin embargo el pasado reciente de las guerras yugoslavas seguía vivo lo que provocó, por ejemplo, que la fiscal del Tribunal Penal Internacional para la antigua Yugoslavia se declarara decepcionada con el gobierno de Mesić porque este aún no había entregado al criminal de guerra Ante Gotovina.
En 2002 acudió al Tribunal Penal Internacional para la antigua Yugoslavia, donde mantuvo un fuerte enfrentamiento con Milošević en un careo, acusándose ambos de haber provocado la destrucción de Yugoslavia y los crímenes que sucedieron posteriormente.
Se casó con Milka Dudunić y tuvieron dos hijas.